# Стърмец при Светем Флорияну
Стърмец при Светем Флорияну (на словенски: Strmec pri Svetem Florijanu) е село в Словения, Савински регион, община Рогашка Слатина. Според Националната статистическа служба на Република Словения през 2002 г. селото има 171 жители.